# Arnold Godin
Arnold Marie Joseph Antoine Corneille Godin (Luik, 15 april 1889 - Stavelot, 6 juni 1982) was een Belgisch volksvertegenwoordiger.

## Levensloop
Godin behoorde tot een notabele familie uit de streek van Verviers. Hij was een zoon van Arnold Godin (1859-1925), bestuurder van de koolmijnen van Kessalles en van Antoinette t' Serstevens (1862-1957).
Hij trouwde in 1922 met jkvr. Fanny Ancion (1897-1976), telg uit het geslacht Ancion en dochter van baron Alfred Ancion. Ze kregen vier kinderen.
Hij nam als officier-oorlogsvrijwilliger deel aan de Eerste Wereldoorlog. 
Hij promoveerde tot doctor in de rechten en licentiaat in het notariaat en vestigde zich als advocaat.
Hij was van 1921 tot 1946 gemeenteraadslid en burgemeester van Stavelot. Hij was ook provincieraadslid van 1921 tot 1949.
In 1949 werd hij verkozen tot PSC-senator voor het arrondissement Verviers en vervulde dit mandaat tot in 1965.
In 1971 verkreeg hij opname in de Belgische erfelijke adel met een bij eerstgeboorte overdraagbare riddertitel.